# 海森·普拉庫
海森·普拉庫（1992年12月8日—）是一名阿爾巴尼亞舉重運動員，原定代表國家參加2012年倫敦奧運的舉重男子77公斤級，但於賽前未能通過藥檢，結果被褫奪參賽權。